# Pindelo dos Milagres
Pindelo dos Milagres is een plaats (freguesia) in de Portugese gemeente São Pedro do Sul en telt 714 inwoners (2001).